# زيتا جماعين
زيتا جمَاعين  قرية من قرى فلسطين وتتبع محافظة نابلس، ومن القرى التي وقعت تحت الاحتلال في حرب 1967.

## التسمية
أما اسمها «زيتا» نسبة إلى ما تشتهر به من كروم الزيتون وزيتها الوفير الذي يعتبر من اجواد الأنواع في العالم وهي على صغرها فإن مساحة أرضها واسعة وان 90% من أراضيها مزروعة بأشجار الزيتون وتعتبر من أكثر القرى التي تمتلك من هذه الشجرة المباركة وقرن باسم قرية جماعين، تمييزاً لها عن قرى أخرى تحمل نفس الاسم مثل زيتا والتي تقع في منطقة طولكرم، وزيتا في منطقة الخليل.

## التاريخ

### الحروب الصليبية
في سنة 1099 م استولى الصليبيون بقيادة تنكرد صاحب أنطاكية على منطقة نابلس، وبنى بالدوين الأول (1100-1118م) ملك بيت المقدس الفرنجي فيها قلعة على رأس جبل جرزيم لحماية قواته ومراقبة تحركات المسلمين. في سنة 1120م عقد فيها بالدوين الثاني (1118-1130 م) مجمعاً كنسياً كبيراً. في سنة 1187 م انتصر صلاح الدين الأيوبي في معركة حطين، وعادت نابلس بقراها وجبالها إلى المسلمين. أزال صلاح الدين ما أحدثه الصليبيون من تغييرات فيها أثناء الاحتلال.
وقد بدأت المنطق في العودة إلى ازدهارها خاصة في زمن المماليك الذين خلفوا الأيوبيين في الحكم ثم من بعدهم العثمانيين إلى أن سقطت بيد الاحتلال البريطاني سنة 1917.

### حملة نابليون بونابرت
القرية من لواء جبل النار حيث استبسل هذا اللواء في قتال نابليون بونابرت حينما أراد غزو بلاد الشام عام 1799 وحاصر عكا وانهزم عن بلاد الشام وفر عائدا لبلاده فرنسا. وقد بدأت المنطق في العودة إلى ازدهارها خاصة في زمن المماليك الذين خلفوا الأيوبيين في الحكم ثم من بعدهم العثمانيين إلى أن سقطت بيد الاحتلال البريطاني سنة 1917.

## الجغرافيا
تقع زيتا ضمن لواء نابلس وسط فلسطين وتبتعد عن مدينة نابلس 16-18كم إلى الجنوب الغربي منها كما وتبتعد قرية زيتا جماعين إلى الشمال من مدينة سلفيت على بعد (12)كم منها.

### حدود القرية
تحيط القرى التالية ابتداء من الشرق مع عقارب الساعة /جماعين ـ مرده ـ قيرة ـ حارس ـ كفل حارس ـ دير استيا ـ جينصافوط ـ المايتن ـ فرعيتا ـ عصيرة القبلية ـ عوريف ـ وهذه القرى تشترك مع زيتا بالأراضي والخرب والآثار القديمة.

### التضاريس
المرتفعات: من الشرق من القرية هناك بعض التلال الصغيرة ويتم الامتداد العام للقرية إلى الغرب حيث السهول والتلال الصغيرة المزروعة بأشجار الزيتون وعندما ينظر المرء من مكان مرتفع تجد مباني القرية وكأنها قصر كبير بين البساتين الخضراء من كل الجهات وهناك هضاب إلى الشمال والشمال الغربي وهي أراضي مزروعة بأشجار الزيتون تشبة المصاطب تبدأ من أسفل الوادي وترتفع قليلا قليلا إلى ان تصل إلى قمم الجبال الشمالية العالية والشمالية الغربية وأما من الغرب فكلها سهول ووديان تتخللها بعض التلال والهضاب الصغيرة.

### المناخ
مناخ القرية معتدل صيفا وذلك لبعدها عن البحر المتوسط قليلا وشتاؤها بارد نسبيا وتسقط الثلوج في بعض السنين وامطارها وافره.

## السكان
سكان هذه القرية جميعا من المسلين وقد ذكرت بعض المصادر بأن عدد سكان القرية عام 1590م بلغ 110 نسمة يعيشون في 16 منزلا وقد بلغ عددهم عام 1953م حوالي 625 نسمة، أما اليوم فعدد السكان بحدود 3500 نسمة عدا عدد كبير من المغتربين ويقدر عدد المغتربين بما يزيد عن 1500 نسمة.

## مؤسسات القرية
يدير القرية مجلس قروي مكون من تسعة أعضاء. يوجد في القرية ثلاثة مدارس وروضة للأطفال، ومسجدين فقط. عيادة طبية حكومية. تجمع شباب زيتا الرياضي وجمعية زيتا النسوية ومركز تحفيظ قرآن.

## الأماكن الدينية والأثرية
يقدر عمر القرية حوالي (1000) سنة لذا يوجد فيها بعض المواقع الأثرية والمقامات الدينية، أما أشهر المواقع الأثرية فهي (قرنة الحوش) وتقع شمال القرية وتحتوي على أنقاض حصن وصهاريج محفورة في الصخر وآثار خندق، وهناك الكثير من المقامات منها
1- مقام أبو الطاهر ويقع إلى الجهة الشرقية من القرية.
2- مقام علم الهدى ويقع في أراضي تابعة لقرية جماعين.
3- مقام الشيخ نصر.
4- سقيفة خديجة.
5- قصر الجيزة.
6- دار الحنش.
7- سقيفة الفرا.

## الاقتصاد
يعتمد الأهالي في معيشتهم على العمل في القطاع الحكومي والقطاع الخاص بالإضافة إلى العمل في مجال في البناء والمهن المختلفة والعمل داخل الخط الأخضر وكذلك العمل في الزراعة، حيث تشتهر القرية بزراعة أشجار الزيتون والفاكهة كالتين، والعنب واللوز، وزراعة، الحبوب، والخضراوات.وتعد شبكة المياه القطرية المصدر الرئيسي لإمداد السكان بمياه الشرب إضافة إلى آبار الجمع المتوفرة في كل بيت. ويربط القرية بالقرى والمدن الأخرى شبكة طرق حديثة نسبيا.